# Museu do Carro Eléctrico
Il Museu do Carro Eléctrico è una struttura museale della città di Porto in Portogallo inerente al settore dei trasporti su rotaia.

## Generalità
Realizzato nella vecchia centrale termoelettrica di "Massarelos", è stato inaugurato nel maggio del 1992. Espone opere relative alla storia del trasporto pubblico a trazione elettrica.

## Rotabili preservati

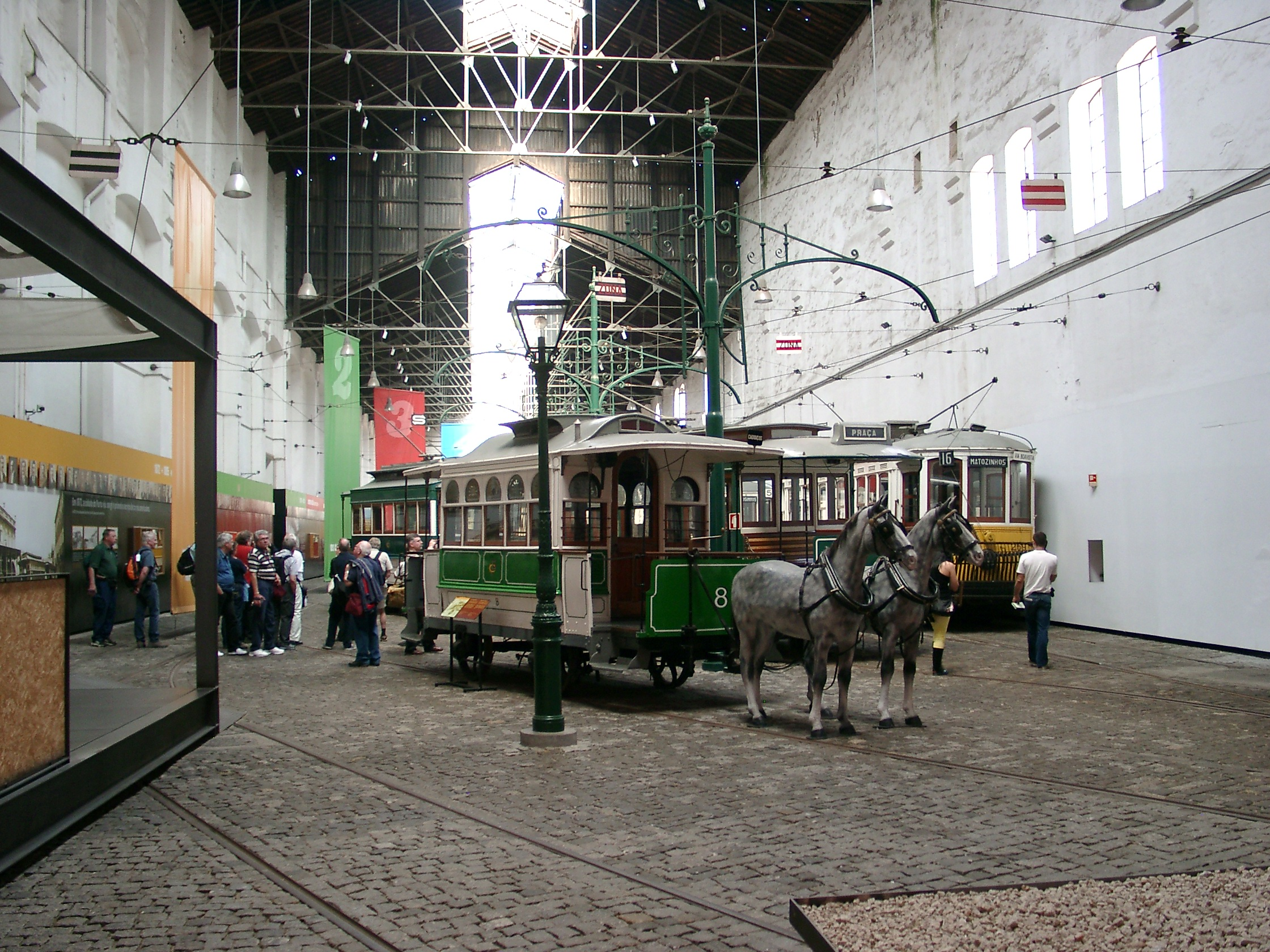

Il museo conserva oltre 20 esemplari tra vetture tranviarie e rimorchi di vario tipo, tutti restaurati e funzionanti; ogni anno viene organizzata una parata lungo le strade di Porto, tra la centrale termoelettrica di Massarelos ed il "Castelo do Queijo".

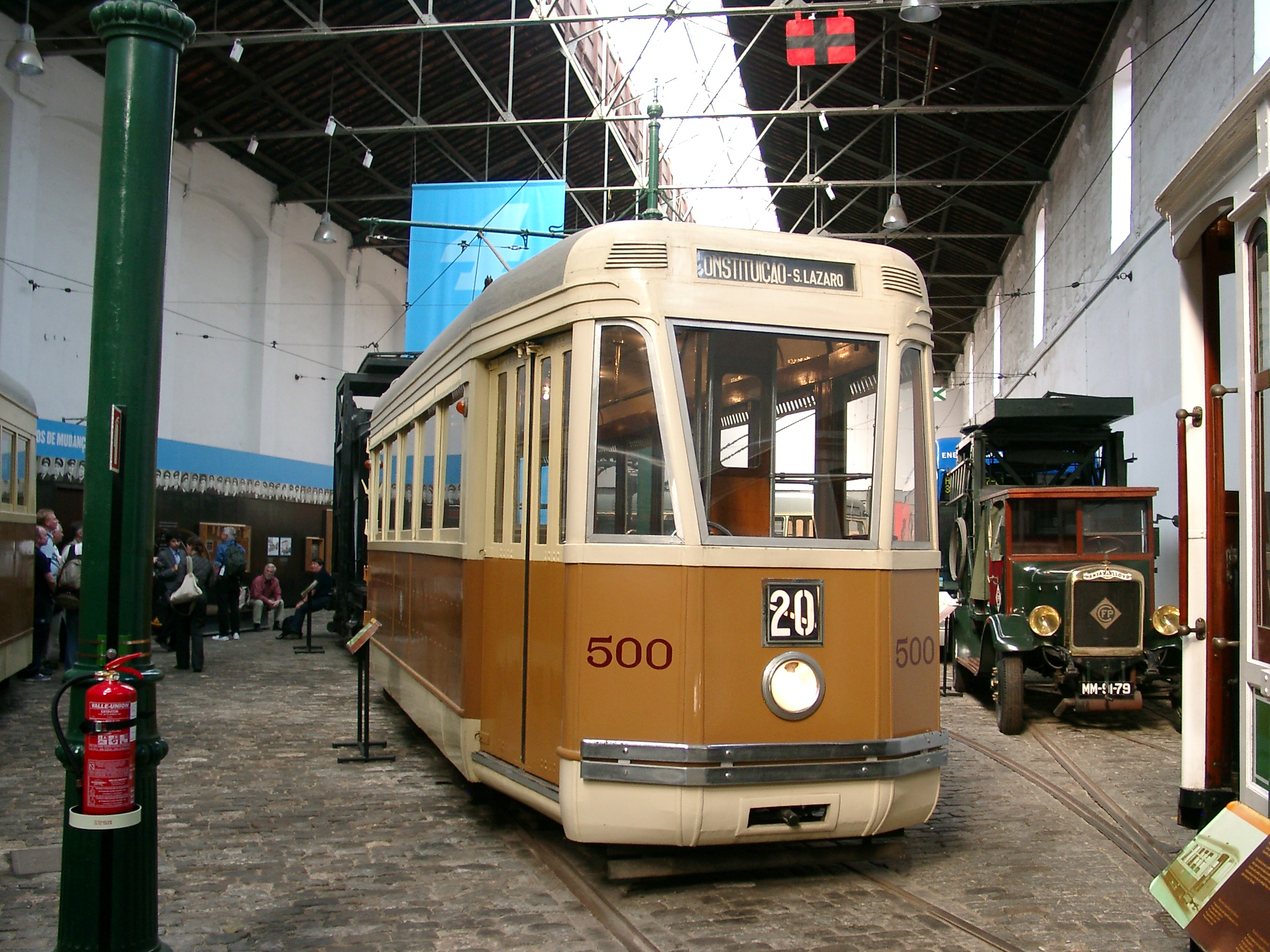
Eléctrico 500